# Guldpucken
Guldpucken (w j. szw. Złoty Krążek) – nagroda przyznawana corocznie najlepszemu szwedzkiemu hokeiście sezonu. 
Do 2014 nagrodę otrzymywał najlepszy zawodnik występujący w najwyższej szwedzkiej klasie rozgrywkowej. Od 2015 nagrodę mogą otrzymać zawodnicy grający poza szwedzką ligą.
Jedynie trzech zawodników otrzymało nagrodę dwa razy.

## Nagrodzeni
- 2021: Victor Hedman, Tampa Bay Lightning[1]
- 2020: Nie przyznano wskutek pandemii COVID-19
- 2019: Robin Lehner, New York Islanders[2]
- 2018: William Karlsson, Vegas Golden Knights
- 2017: Erik Karlsson, Ottawa Senators
- 2016: Erik Karlsson, Ottawa Senators
- 2015: Victor Hedman, Tampa Bay Lightning
- 2014: Joakim Lindström, Skellefteå
- 2013: Jimmie Ericsson, Skellefteå
- 2012: Jakob Silfverberg, Brynäs IF
- 2011: Viktor Fasth, AIK Ishockey
- 2010: Magnus Johansson, Linköpings HC
- 2009: Jonas Gustavsson, Färjestad BK
- 2008: Stefan Liv, HV71
- 2007: Per Svartvadet, MODO Hockey
- 2006: Kenny Jönsson, Rögle BK
- 2005: Henrik Lundqvist, Frölunda HC
- 2004: Johan Davidsson, HV71
- 2003: Niklas Andersson, Frölunda HC
- 2002: Henrik Zetterberg, Timrå IK
- 2001: Mikael Renberg, Luleå HF
- 2000: Mikael Johansson, Djurgårdens IF
- 1999: Daniel Sedin i Henrik Sedin, MODO Hockey
- 1998: Ulf Dahlén, HV71
- 1997: Jörgen Jönsson, Färjestad BK
- 1996: Jonas Bergqvist, Leksands IF
- 1995: Tomas Jonsson, Leksands IF
- 1994: Peter Forsberg, MoDo Hockey
- 1993: Peter Forsberg, MoDo Hockey
- 1992: Tommy Sjödin, Brynäs IF
- 1991: Thomas Rundqvist, Färjestad BK
- 1990: Rolf Ridderwall, Djurgårdens IF
- 1989: Kent Nilsson, Djurgårdens IF
- 1988: Bo Berglund, AIK Ishockey
- 1987: Håkan Södergren, Djurgårdens IF
- 1986: Tommy Samuelsson, Färjestad BK
- 1985: Anders Eldebrink, Södertälje SK
- 1984: Per-Erik Eklund, AIK Ishockey
- 1983: Håkan Loob, Färjestad BK
- 1982: Patrik Sundström, IF Björklöven
- 1981: Peter Lindmark, Timrå IK
- 1980: Mats Näslund, Brynäs IF
- 1979: Anders Kallur, Djurgårdens IF
- 1978: Rolf Edberg, AIK Ishockey
- 1977: Kent-Erik Andersson, Färjestad BK
- 1976: Mats Waltin, Södertälje SK
- 1975: Stig Östling, Brynäs IF
- 1974: Christer Abrahamsson, Leksands IF
- 1973: Thommy Abrahamsson, Leksands IF
- 1972: William Löfqvist, Brynäs IF
- 1971: Håkan Wickberg, Brynäs IF
- 1970: Leif Holmqvist, AIK Ishockey
- 1969: Lars-Erik Sjöberg, Leksands IF
- 1968: Leif Holmqvist, AIK Ishockey
- 1967: Bert-Ola Nordlander, AIK Ishockey
- 1966: Nils Nilsson, Leksands IF
- 1965: Gert Blomé, Frölunda HC
- 1964: Nils Johansson, Afredshems IK
- 1963: Ulf Sterner, Frölunda HC
- 1962: Anders Andersson, Skellefteå AIK
- 1961: Anders Andersson, Skellefteå AIK
- 1960: Ronald Pettersson, Södertälje SK
- 1959: Roland Stoltz, Djurgårdens IF
- 1958: Hans Svedberg, Skellefteå AIK
- 1957: Hans Öberg, Gävle Godtemplares IK
- 1956: Åke Lassas, Leksands IF